# ¿Dónde está Elisa? (série télévisée, 2012)
Pour les articles homonymes, voir ¿Dónde está Elisa?.
Diffusion
¿Dónde está Elisa? est une telenovela colombienne diffusée en 2012 par Canal RCN.

## Distribution
- Cristina Umaña - Adelaida Jiménez de León
- Jorge Enrique Abello - Cristóbal Rivas
- Anabell Rivero -  María Antonia León de Casas
- Laura Perico - Elisa León Jiménez
- Juan Pablo Gamboa - Vicente León
- Lucho Velazco - Anibal Casas
- Mónica Pardo - Alejandra Casas
- Martin Escobar - Rodrigo Casas
- Ernesto Benjumea - Jose Pablo Álvarez
- Ángela Vergara - Olivia León de Álvarez
- Jose Daniel Cristancho - Santiago Alvarez
- Carolina Sabino - Amanda Cruz
- Roberto Cano
- Katherine Escobar - Isabel Rios
- Jacques Toukhmanian - Nicolás del Valle
- Pedro Falla - Ricardo De la Fuente
- Álvaro Rodríguez - Salazar
- Adriana López - Fiscal Adriana Muñoz

## Diffusion internationale
- RCN Televisión (2012)

## Autres versions
- ¿Dónde está Elisa? (Televisión Nacional de Chile, 2009), avec Sigrid Alegría, Francisco Melo et Paola Volpato.
- ¿Dónde está Elisa? (2010), dirigée par Nicolás Diblasi et Leonardo Galavís, produit par Aurelio Valcárcel Caroll pour Telemundo; avec Sonya Smith, Gabriel Porras et Catherine Siachoque.
- Kızım Nerede? (ATV, 2010), avec Ece Uslu, Hüseyin Avni Danyal et Burak Hakkı.
- Nasaan Ka, Elisa? (ABS-CBN, 2011-2012), avec Melissa Ricks, Agot Isidro, Albert Martínez, Joem Bascon, Viña Morales et Eric Fructuoso.
- Kŭde e Magi? (BTV, 2012-2013), avec Georgi Staykov, Sofia Kuseva-Cherneva, Paraskeva Jukelova, Atanas Srebrev, Ivan Barnev, Margita Gosheva et Vladimir Luzkanov.
- Laut Aao Trisha (Life OK, 2014-2015), avec Nalini Negi, Sumeet Vyas et Gurpreet Bedi.
- Family Secrets (tvN, 2014-2015), avec Shin Eun-kyung, Kim Seung-soo, Cha Hwa-yeon et Ryu Tae-joon.
- Onde Está Elisa? (TVI, 2018-2020), avec Heidi Berger, Ana Cristina de Oliveira et António Pedro Cerdeira.
- Buscando a Frida (Telemundo, 2021), avec Eduardo Santamarina, Ximena Herrera et Arap Bethke.